# Eugen Gliege
Eugen Gliege (* 23. Oktober 1949 in Nauen) ist ein deutscher Presse- und Comiczeichner.

## Leben
Als Kind von Kriegsflüchtlingen wuchs er zusammen mit zwei Schwestern in einem kleinen märkischen Dorf auf. Bereits der Vater zeichnete gern und talentiert. So lernte der Sohn früh. Von 1956 bis 1964 besuchte er die Zentralschule. Seinen Lehrern gefielen seine Zeichnungen und sie schickten eine Auswahl an den Buchverlag Junge Welt in Berlin. Seit der 7. Klasse war er in ständiger Verbindung mit dem Verlag, vor allem mit Wolfgang Altenburger, dem Chefredakteur der Zeitschrift Atze. Von 1964 bis 1968 besuchte er die EOS und begann danach ein Lehrerstudium in den Fächern Kunsterziehung und Geschichte an der Humboldt-Universität Berlin. Während seines Studiums veröffentlichte er seine ersten Zeichnungen in der Unizeitung, dem Eulenspiegel und dem Bauernecho. Noch vor Beendigung des Studiums bekam er das Angebot, im Mosaik-Kollektiv mitzuarbeiten. Die Volksbildung ließ ihn lange nicht gehen, so dass  er bis 1981 als Lehrer in Walchow und Nauen arbeitete, bevor er sich selbständig machen konnte.
In den Jahren der Lehrertätigkeit entstanden Verbindungen zu verschiedenen Redaktionen und Zeitungen, sodass er sich entschloss, 1980 nach Berlin zu ziehen und als freiberuflicher Pressezeichner zu arbeiten. Nach langem Drängen und persönlichen Kontakten zu verschiedenen Verlagen ließ ihn die Volksbildung „frei“.
Bis 1990 arbeitete er für die Zeitschrift junge Welt, den Deutschen Bauernverlag, den Berliner Verlag, den Verlag Edition Leipzig u. a. So zeichnete er unter anderem von 1987 bis 1990 auf Wunsch von Jürgen Kieser 45 Folgen der Comic-Serie Fix und Fax für die Zeitschrift Atze, die 2009 vom Mosaik Steinchen für Steinchen Verlag in einer Gesamtausgabe neu veröffentlicht wurden. Seine Zeichnungen und Karikaturen wurden in mehreren Ausstellungen im Ausstellungszentrum Nauen sowie im Haus des Lehrers gezeigt. In diesen Jahren wurden Mein kleines Liederbuch I, II, III, das Kinderbuch Wie Meister Röckle den Teufel überlistete publiziert. Er illustrierte die Buchreihe Jagdhumor, erschienen im Militär Verlag der DDR. Illustrationen zu Heimatgeschichten und Sagen erschienen in der Neuen Berliner Illustrierte (NBI), der FRÖSI und der Atze.
Die Wende beendete diese Arbeit, weil alle ehemaligen Partner aufhörten zu existieren. In dieser Phase arbeitete Gliege als Einrichtungsberater in einem Möbel-Geschäft in Berlin. Er nahm neue Kontakte zu Verlagen auf und so entwickelte sich eine Zusammenarbeit mit dem Burda-Verlag, dem Nordkurier Neubrandenburg, dem Velber Verlag und der Märkischen Volkszeitung. Für diese Verlage zeichnete er hauptsächlich „Heimatgeschichten“ und „die Maus und den Elefanten“. Seit November 1997 arbeitet er wieder als selbständiger freiberuflicher Pressezeichner. Zurzeit (Stand 2017) zeichnet er neben Humor- und Rätselzeichnungen sowie Bildergeschichten und Kinderliedern, Heimatlieder aus
dem Havelland für die Märkische Allgemeine Zeitung. Zudem bereitet er Zeichnungen zu Sagen und Legenden in und um Neubrandenburg vor. Er lebt in Rathenow.

## Veröffentlichungen (Auswahl)
- Wie Meister Röckle den Teufel überlistet. Nacherzählt von Bärbel Renner, Illustrationen von Eugen Gliege, Edition Peters, Leipzig 1990.
- Mein kleines Liederbuch. Drei Hefte, Edition Peters Musikverlag, Leipzig 1988/89.
- Jagdhumor, eine Pirsch durch unsere Jagd / angepirscht durch Erich Hobusch. Zeichn.: Eugen Gliege. Militärverlag der DDR, 1985.
- Das ging daneben. Erich Schuster / Eugen Gliege. Militärverlag der DDR, 1962.
- Fix und Fax – Noch mehr Abenteuer: Lustige Mäuseabenteuer. Hartmut Seefeld  /  Eugen Gliege. Mosaik Steinchen für Steinchen Verlag, Berlin 2009, ISBN 3-941815-06-7